# 木与駅
木与駅（きよえき）は、山口県阿武郡阿武町大字木与字鎌所にある、西日本旅客鉄道（JR西日本）山陰本線の駅である。2016年3月26日以降、隣の奈古駅折返しだった列車が当駅発着に変更となった。

## 歴史
- 1931年（昭和6年）11月15日：国有鉄道美禰線（当時）奈古駅 - 宇田郷駅間延伸により開業[1]。客貨取扱開始[1]。
- 1933年（昭和8年）2月24日：当駅を含む美禰線の一部区間が山陰本線に編入され、山陰本線所属となる。
- 1963年（昭和38年）2月1日：貨物取扱廃止[1]。
- 1979年（昭和54年）2月21日：荷物扱い廃止[3]。駅員無配置駅となる[2]。
- 1987年（昭和62年）4月1日：国鉄分割民営化により、西日本旅客鉄道（JR西日本）の駅となる[1]。
- 2013年（平成25年）7月28日：豪雨災害により線路が被災し、当駅を含む益田駅 - 長門市駅間が運休（※当駅を含む須佐 - 奈古間は2014年8月10日に運転再開）[4]。
- 2016年（平成28年）3月26日：当駅折返し列車の運行を開始[5]。

## 駅構造
相対式ホーム2面2線で交換設備を有する地上駅。駅舎は上りホーム側に現存するが無人駅（長門鉄道部管理）であり、自動券売機等の設備はない。長門市方に下りホームへの跨線橋が1基あったが2014年に撤去された。下りホーム側へは駅舎に入らず付近の通路で線路の下を通り、ホームへ直接入るようになった。

### のりば
| のりば      | 路線      | 方向 | 行先             | 備考                     |
| ----------- | --------- | ---- | ---------------- | ------------------------ |
| 駅舎側（1） | ■山陰本線 | 上り | 益田・浜田方面   | 浜田方面は益田で乗り換え |
| 反対側（2） | ■山陰本線 | 下り | 東萩・長門市方面 |                          |

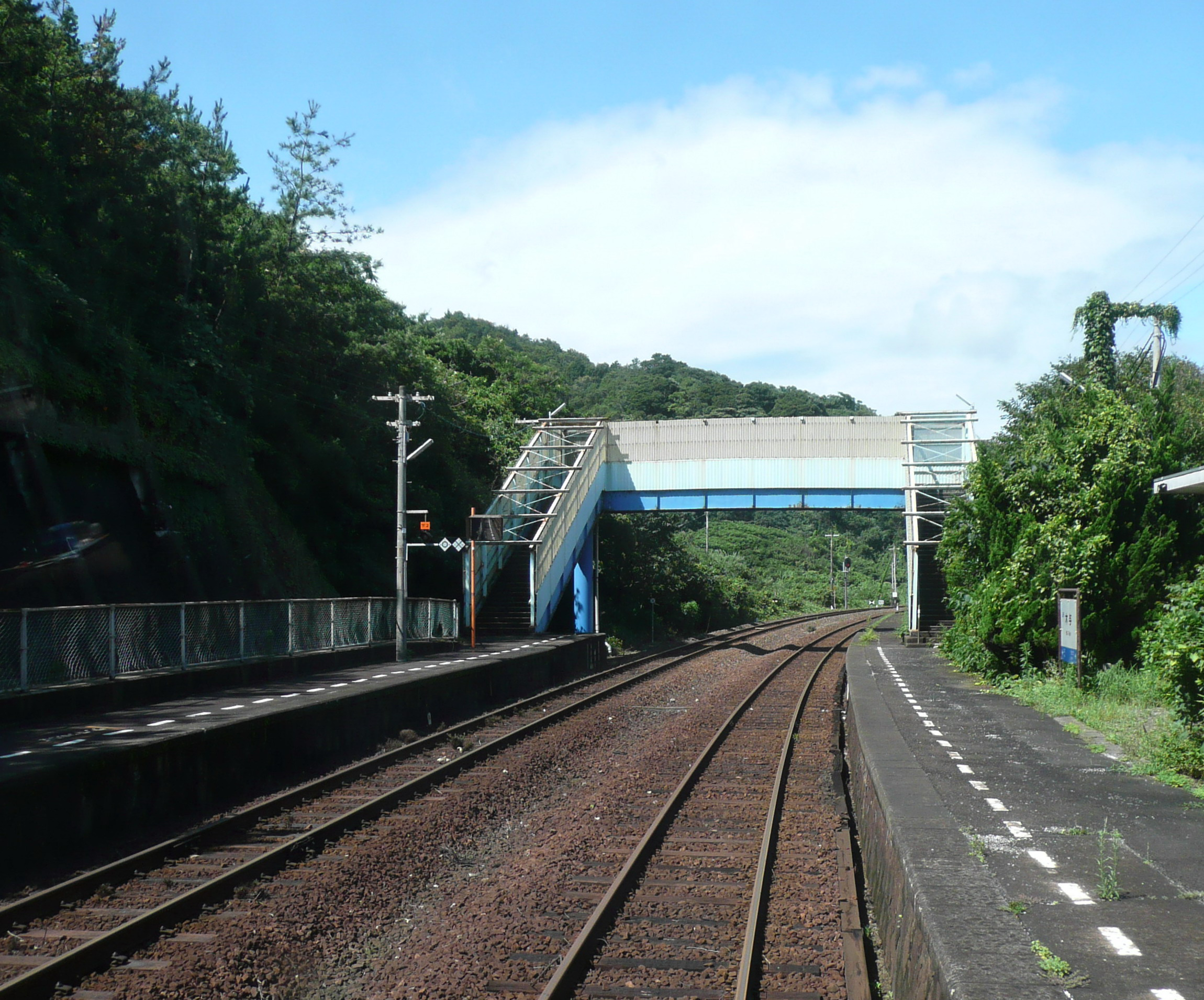
ホーム（2009年7月）

- 実際には上記ののりば番号標はない。上記の番号は列車運転指令上の番線番号である。なお、下り線は両方向から進入及び出発が出来るようになっているが、上り線は上り方向への進出及び出発にしか対応しておらず、当駅折返し列車必ず下り線を使用する。

## 利用状況
1日の平均乗車人員は以下の通り。
| 乗車人員推移 | 乗車人員推移 |
| 年度         | 1日平均人数  |
| ------------ | ------------ |
| 1999         | 21           |
| 2000         | 25           |
| 2001         | 22           |
| 2002         | 20           |
| 2003         | 13           |
| 2004         | 12           |
| 2005         | 10           |
| 2006         | 12           |
| 2007         | 6            |
| 2008         | 6            |
| 2009         | 2            |
| 2010         | 3            |
| 2011         | 1            |
| 2012         | 1            |
| 2013         | 1            |
| 2014         | 1            |
| 2015         | 2            |
| 2016         | 0            |
| 2017         | 1            |
| 2018         | 1            |
| 2019         | 1            |
| 2020         | 1            |
| 2021         | 1            |
| 2022         | 1            |

## 駅周辺
海沿いの小集落である。
- 清ヶ浜海水浴場
- 小磯の鼻
- 国道191号

## 隣の駅
西日本旅客鉄道（JR西日本）
■山陰本線
宇田郷駅 - 木与駅 - 奈古駅